# 리베카 기브니
리베카 기브니(Rebecca Gibney, 1964년 12월 14일 ~ )는 오스트레일리아의 배우이다.

## 영화
- 럭키 브레이크 (1994년 영화)
- 멘탈 (2012년 영화)
- 드레스메이커 (영화)

## TV 출연
- 파스케이프
- 팩트 투 더 래프터즈
- 윈터 (드라마)
- 원티드 (오스트레일리아의 드라마)